# Jerome Apt
Jerome III Apt, detto Jay (Springfield, 28 aprile 1949), è un ex astronauta e fisico statunitense.